# ヴィレム・ソコル
ヴィレム・ソコル（Vilem Sokol, 1915年5月22日 - 2011年8月19日）は、アメリカの音楽教育家、指揮者。

## 生涯
ペンシルベニア州アンブリッジにロシア系の家庭に生まれた。
幼少期からヴァイオリンを始め、15歳でオタカール・シェフチークの薫陶を受けた。その後オーバリン大学でレイモンド・サーフにヴァイオリンを学び、1938年に音楽学の学士号を取得して卒業。その後プラハ音楽院に留学してヤロスラフ・コチアンの下で修士号を取得した。また、ジュリアード音楽院でも学んでいる。1942年にアメリカ陸空軍の兵役に就き、1945年に除隊後、1946年から1947年までケンタッキー大学でヴァイオリンやヴィオラの教鞭をとり、1947年から翌年までカンザス市音楽院に転出した。1948年から1985年までワシントン大学でヴァイオリンとヴィオラの他、指揮法を教えた。
1959年から1962年までシアトル交響楽団の首席ヴィオラ奏者を務めたが、この頃から青少年コンサートに取り組むようになり、1960年から1988年までシアトル青少年交響楽団の首席指揮者として携わった。一連の指導で鈴木メソッドをアメリカに定着させた功績を残した。
シアトルにて死去。